# Translucidus

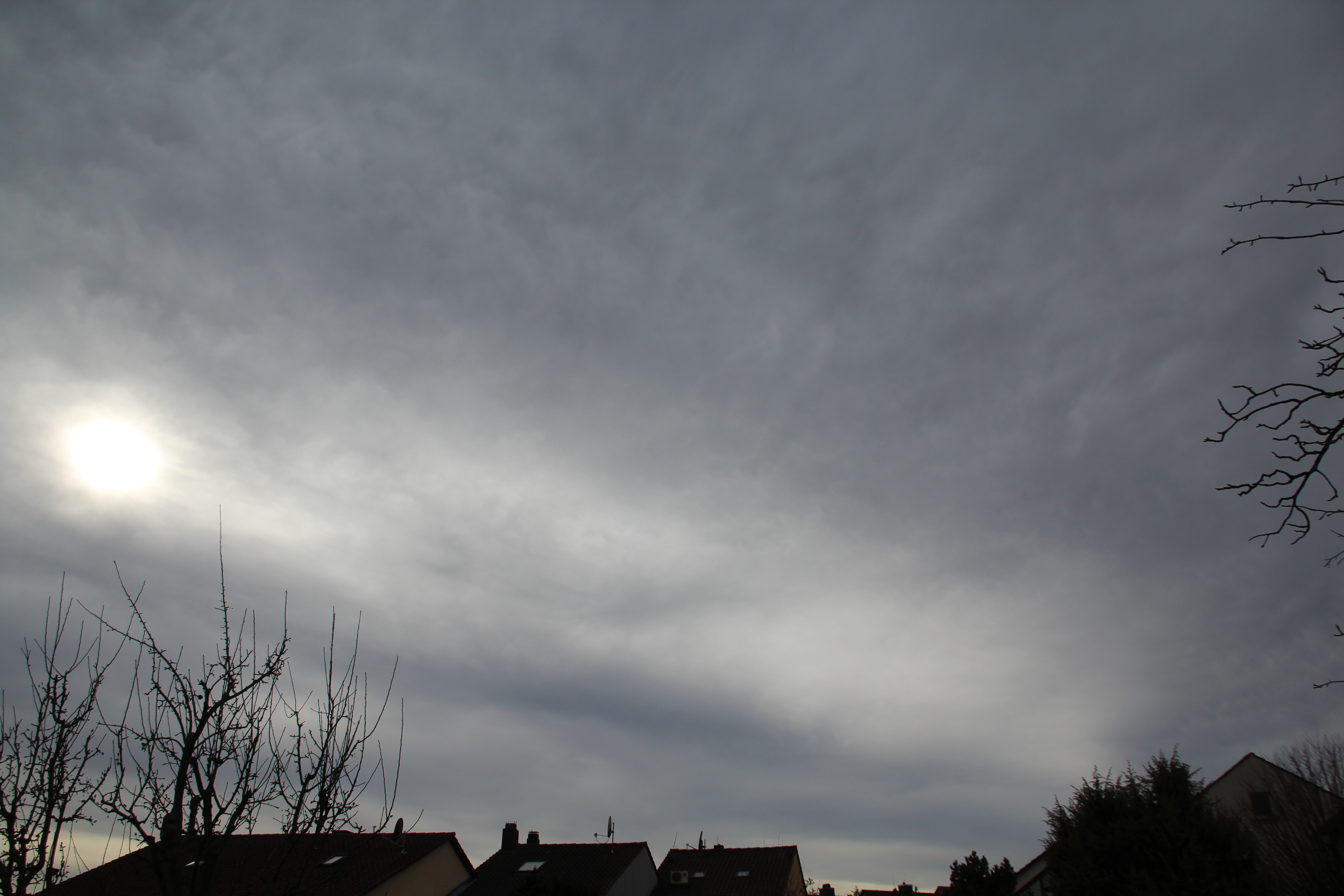
Altostratus translucidus mammatus

Translucidus (tr) (lat. trans „jenseits“ und lucidus „leuchtend“) sind Wolken in ausgedehnten Flecken, Feldern oder Schichten, die größtenteils so durchsichtig sind, dass die Stellung von Sonne oder Mond zu erkennen ist. Diese Unterart schließt sich gegenseitig mit opacus aus.
Die Bezeichnung wird bei Altocumulus, Altostratus, Stratocumulus und Stratus angewendet.